# Бендзениця
Бендзениця (пол. Będzienica) — село в Польщі, у гміні Івежиці Ропчицько-Сендзішовського повіту Підкарпатського воєводства.
Населення — 434 особи (2011).
У 1975-1998 роках село належало до Ряшівського воєводства.

## Демографія
Демографічна структура станом на 31 березня 2011 року:
|          | Загалом | Допрацездатний вік | Працездатний вік | Постпрацездатний вік |
| -------- | ------- | ------------------ | ---------------- | -------------------- |
| Чоловіки | 235     | 55                 | 151              | 29                   |
| Жінки    | 199     | 44                 | 105              | 50                   |
| Разом    | 434     | 99                 | 256              | 79                   |